# Siegquelle
Koordinaten: 50° 55′ 4,8″ N, 8° 14′ 47,2″ O

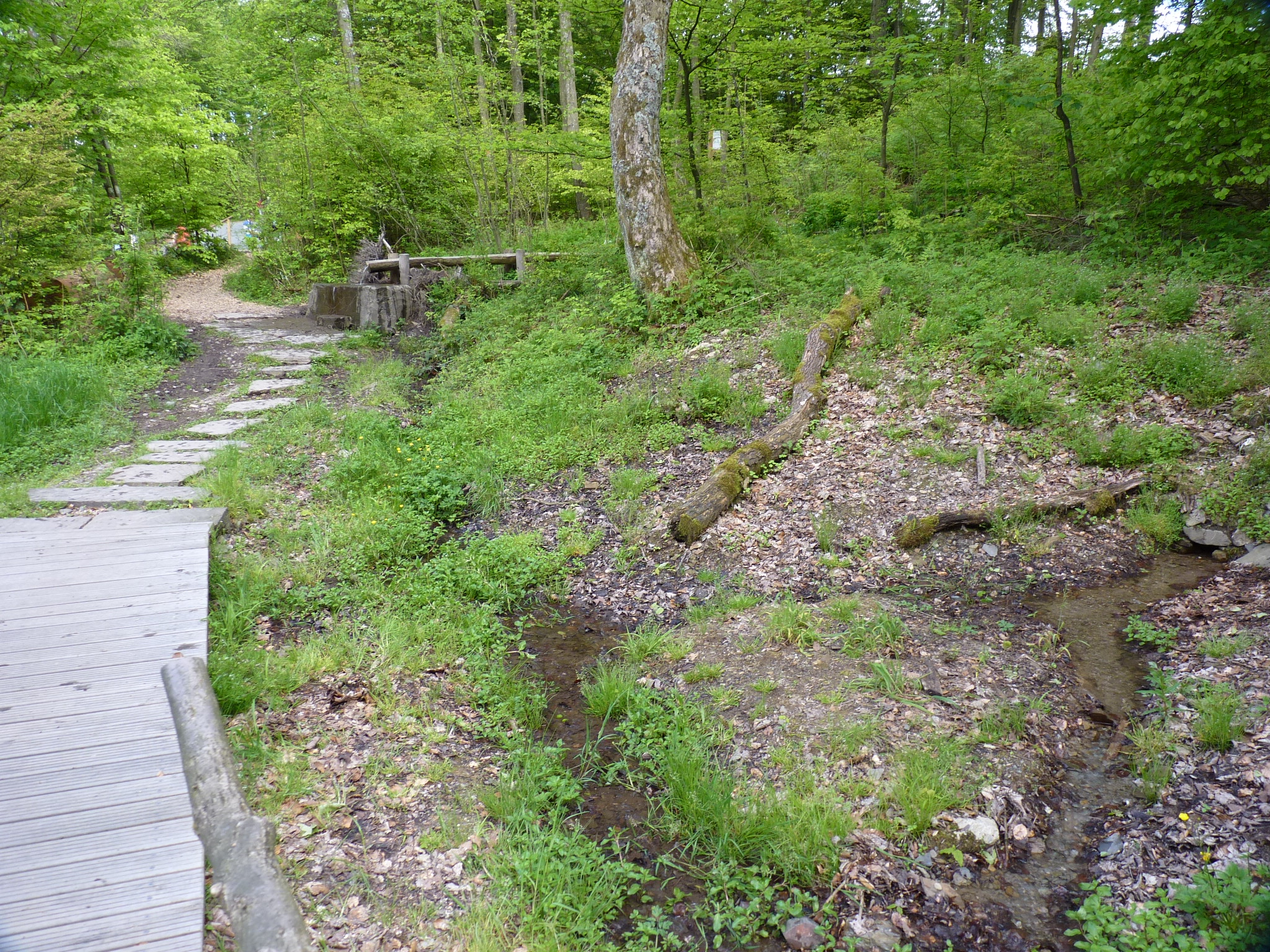
Die Siegquelle im Mai 2014, links beim abgebildeten Wasseraustritt, war früher die Einfassungsmauer

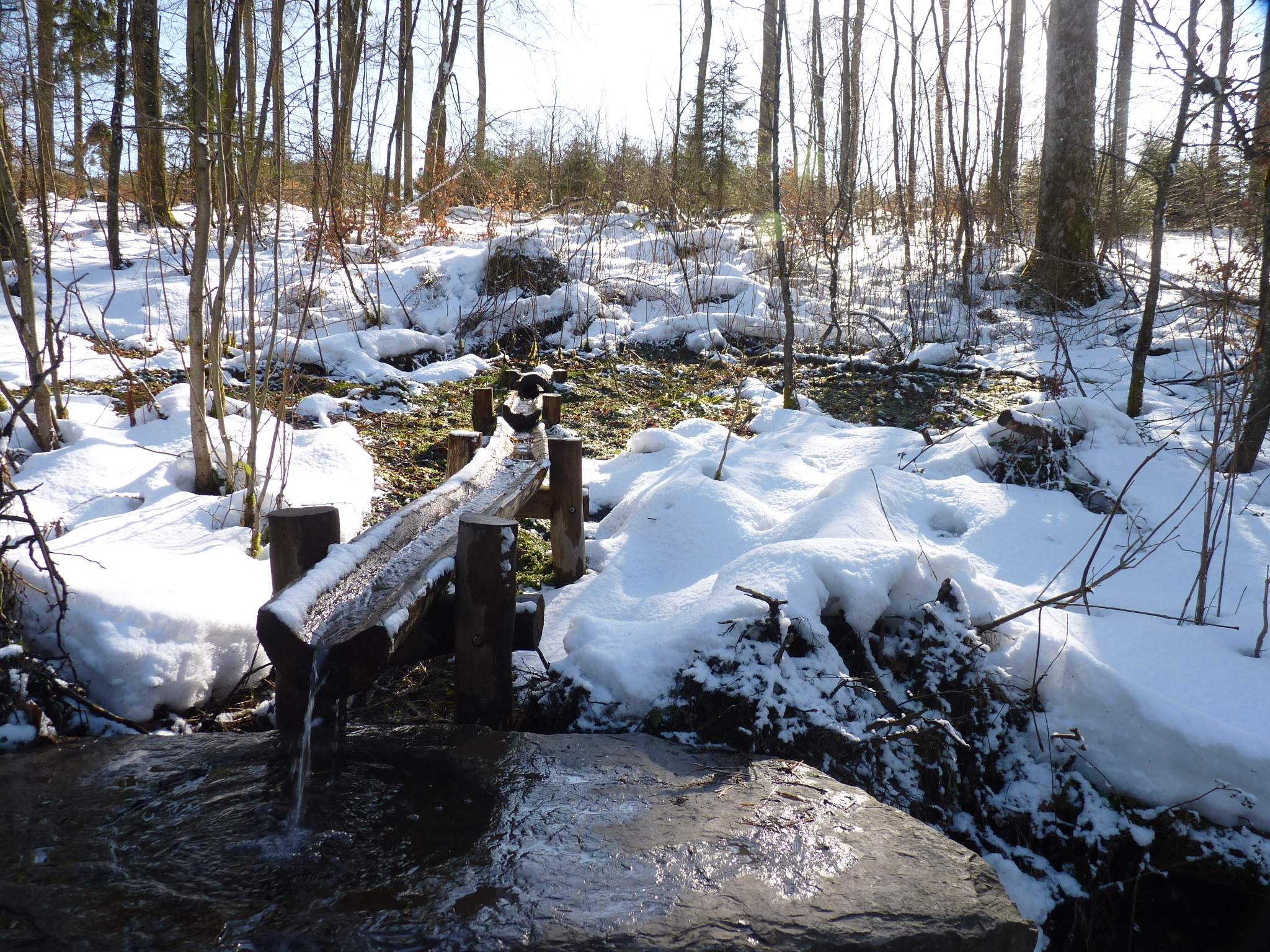
Die Siegquelle im Winter 2015

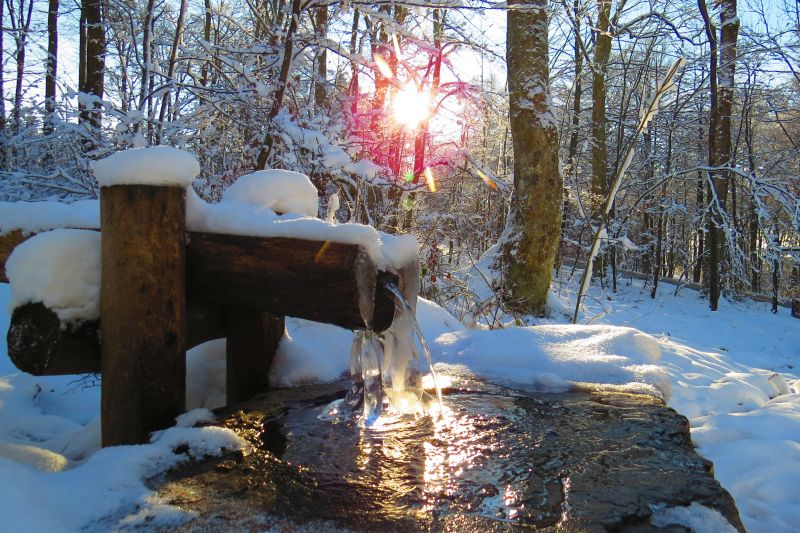
Die Siegquelle im Januar 2016 mit starker Eisbildung

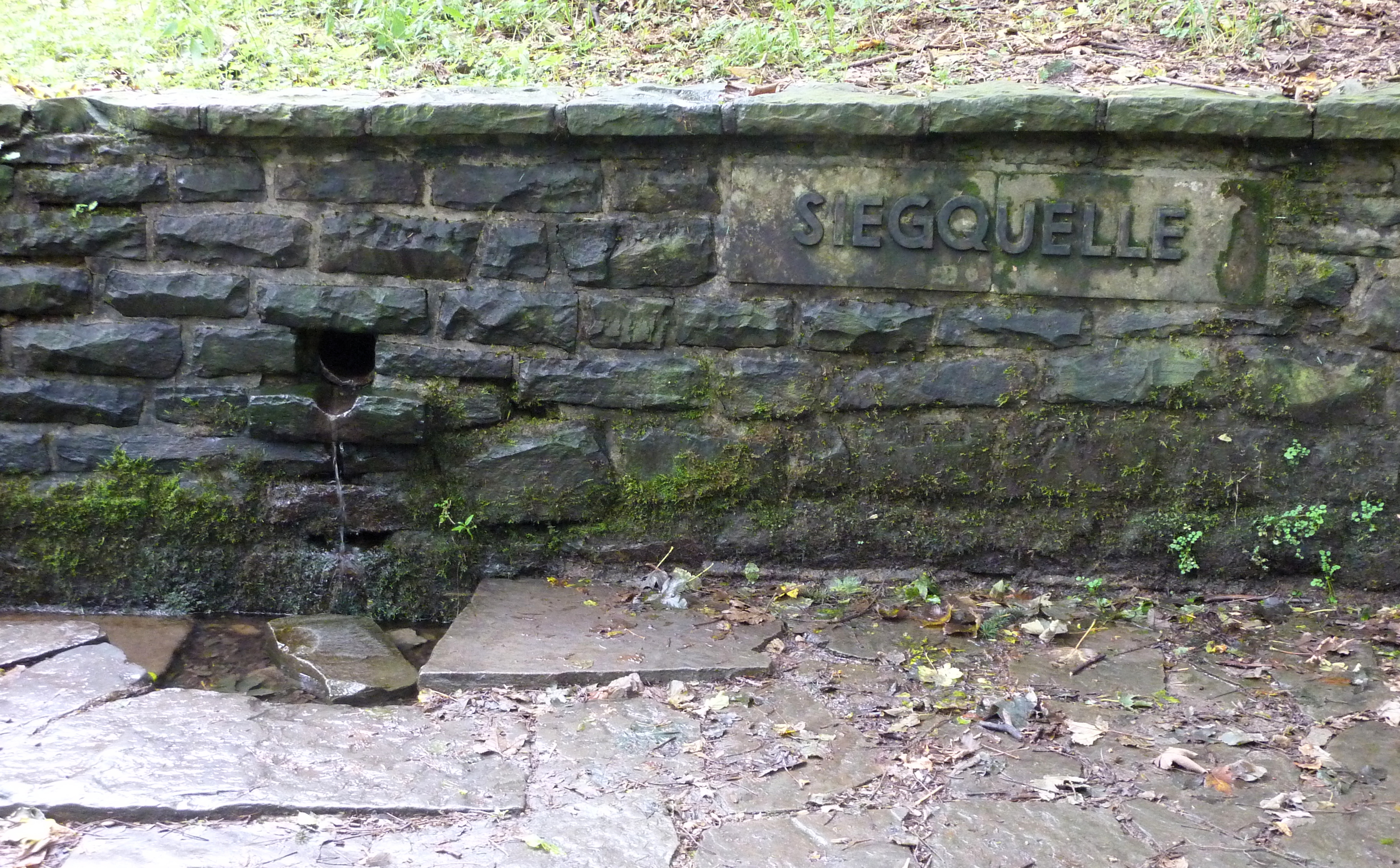
Gefasste Siegquelle mit Mauer bis zum Frühjahr 2013

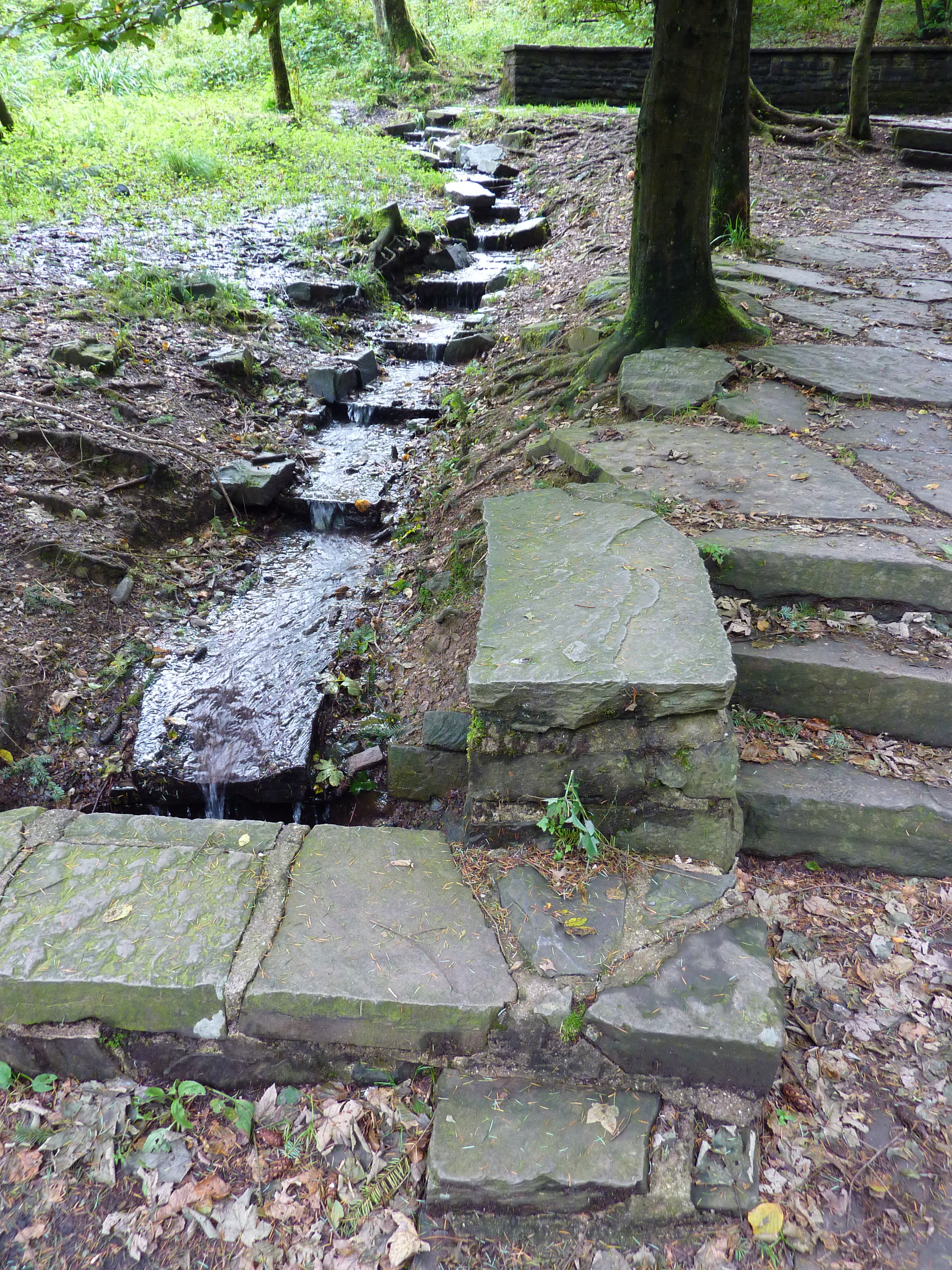
Rinnsal der Sieg direkt unterhalb der noch gefassten Siegquelle (2010) mit damaliger Mauer im Hintergrund

Die Siegquelle nahe Walpersdorf im nordrhein-westfälischen Kreis Siegen-Wittgenstein (Deutschland) ist die im Rothaargebirge gelegene Quelle des 155,2 km langen Flusses Sieg, der beim Niederkasseler Ortsteil Mondorf in den Rhein mündet.

## Geographie

### Lage
Die Siegquelle liegt in Westfalen im (historischen) Siegerland im Südteil des Rothaargebirges. Sie befindet sich im Naturpark Sauerland-Rothaargebirge rund 3,5 km nordöstlich von Walpersdorf, einem Stadtteil von Netphen, und etwa 575 m (jeweils Luftlinie) westlich von Großenbach, einem solchen von Bad Laasphe; etwa 350 m östlich der auf etwa 603 m ü. NHN liegenden Quelle verläuft die Grenze beider Städte. In Richtung Südosten steigt die bewaldete Landschaft zum etwa 400 m entfernten Gipfel einer 650,7 m hohen Erhebung im Flurstück Jägerhain (früher auch Sauspitze bzw. Sonnenspitze genannt) an. Etwa 1 km (Luftlinie) nordwestlich der Quelle erhebt sich der Aukopf (644,9 m), an dessen Südwestfuß mit dem Ahornbach nicht nur einer der obersten Siegzuflüsse entspringt, sondern an dem sich auch die Wasserscheiden von Sieg, Lahn und Eder treffen. Im Umkreis von wenigen Kilometern liegen die Lahnquelle (Lahntopf) sowie die Eder- und Ilmquelle.

### Naturräumliche Zuordnung
Die Siegquelle gehört in der naturräumlichen Haupteinheitengruppe Süderbergland (Nr. 33), in der Haupteinheit Rothaargebirge (mit Hochsauerland) (333) und in der Untereinheit Dill-Lahn-Eder-Quellgebiet (333.0) zum Naturraum Ederkopf-Lahnkopf-Rücken (333.01).

## Schutzgebiete
Die Siegquelle liegt im Landschaftsschutzgebiet Gemeinde Netphen (CDDA-Nr. 321048; 1987 ausgewiesen; 117,6 km² groß). Westlich der Quellregion breitet sich das Fauna-Flora-Habitat-Gebiet Rothaarkamm und Wiesentäler (FFH-Nr. 5015-301; 34,46 km²) aus.

## Geschichte
In der ältesten überlieferten Schrift über den Verlauf der Grenze zwischen Siegen und Wittgenstein wird die Siegquelle mit Potzenn bezeichnet (erst nach wissenschaftlichen Untersuchungen wurde herausgefunden, dass Potzenn mit Siegquelle gleichzusetzen ist). Am 22. September 1515 wurde die Quelle in einem Vergleich zwischen Siegen und Wittgenstein als Siegenputz erwähnt. 1630 folgte dann der Name Seepfützen und 1671 Siegpfützen.
In der ältesten überlieferten Ansicht der Siegquelle von 1849 wird sie als gefasste Quelle, überdacht mit einem auf Balken gelagerten Spitzdach dargestellt. Oberhalb der Quelle ist ein kleines Häuschen zu sehen, welches Sieghäuschen genannt wurde. Von Anfang der 1920er Jahre, als eine neue Fassung angelegt wurde, bis zum Spätsommer 1959 sprudelte Quellwasser aus einem Betonrohr in einer Bruchsteinmauer. Mit einer Feier wurde die in eine neue Mauer gefasste Quelle am 10. Juli 1960 der Öffentlichkeit übergeben. Im Frühjahr 1966 stürzte diese Mauer allerdings ein, da auf eine Betonmauer hinter den Bruchsteinen verzichtet worden war.
d
Deshalb wurde im August 1966 eine neue Mauer errichtet. Schließlich wurde die Quelle im Frühjahr 2013 renaturiert.(siehe Abschnitt Renaturierung …) Der Wandererparkplatz Siegquelle wurde im Sommer 1965 angelegt.

## Quelle bzw. Quellgebiet

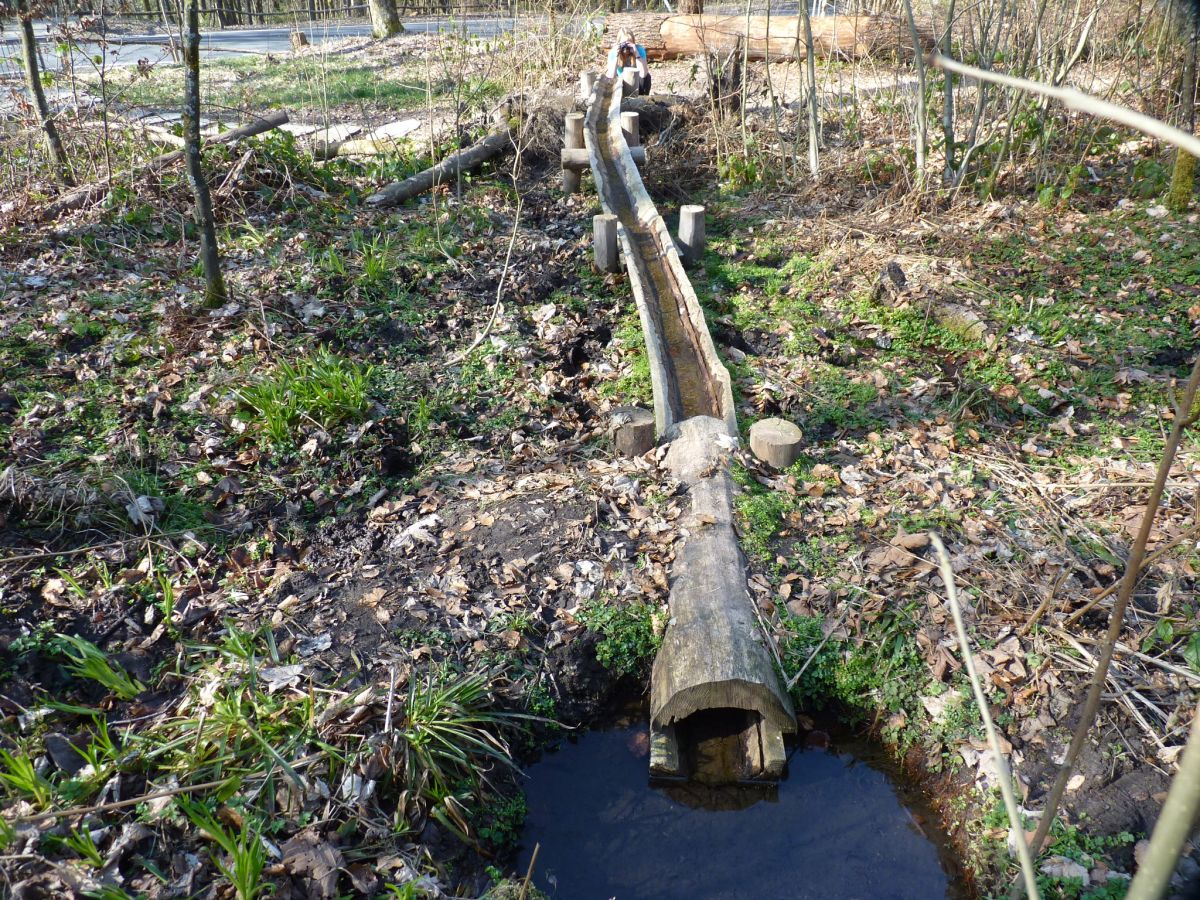
Quellaustritt der Sieg (2014)

Die Siegquelle ist eigentlich nicht nur eine Quelle, sondern ein ganzes Quellgebiet – nahe der Eisenstraße des Rothaargebirges. Sie ist eine Schichtquelle und entspringt aus einem Quellhorizont. Im Waldstück rund um einen längeren Holzbohlenweg sind zudem einzelne angestaute Wasserlöcher im Quellgebiet zu sehen. Der Hauptaustritt der Quelle liegt knapp oberhalb eines anderen, kürzeren Holzbohlenweges. Zudem gibt es noch eine Quelle oberhalb des Steinquaders mit Mulde als Wasserentnahmestelle (siehe Foto) und noch mehrere Flächenquellen im Waldgebiet zwischen dem Wandererparkplatz Siegquelle und der Straße nach Großenbach.
Die gefasste Siegquelle hatte bis 2013 eine Quellschüttung von zwei Litern pro Minute. Dies lag vermutlich daran, dass der größte Teil des Quellwassers neben der Mauer aus der Erde quoll. Dem gegenüber stehen Messungen von 1960 bis 1967. In diesen Jahren betrug die Quellschüttung im Durchschnitt 1,1 Liter pro Sekunde. Die extremen Ergebnisse dieser Messreihe wurden jeweils am 13. Oktober 1960 mit 5 Litern pro Sekunde und am 22. Mai 1967 mit etwa 0,14 Litern pro Sekunde gemessen. Die Siegquelle hat eine durchschnittliche Wassertemperatur von 11,6 °C.

### Wasserqualität
Im August 1960 fand eine chemisch-bakteriologische Untersuchung der Siegquelle durch das Chemische Untersuchungsamt Siegen statt. In einem Bericht vom 9. September 1960 heißt es abschließend dazu, dass das Wasser der Siegquelle sehr weiches und manganfreies Wasser sei, das nur in geringen Mengen Eisen enthielte. Der bakteriologische Befund stufte das Quellwasser der Sieg als ein noch verhältnismäßig reines Quellwasser ein.

## Renaturierung und touristische Erschließung 2013–2014

### Quellbereich

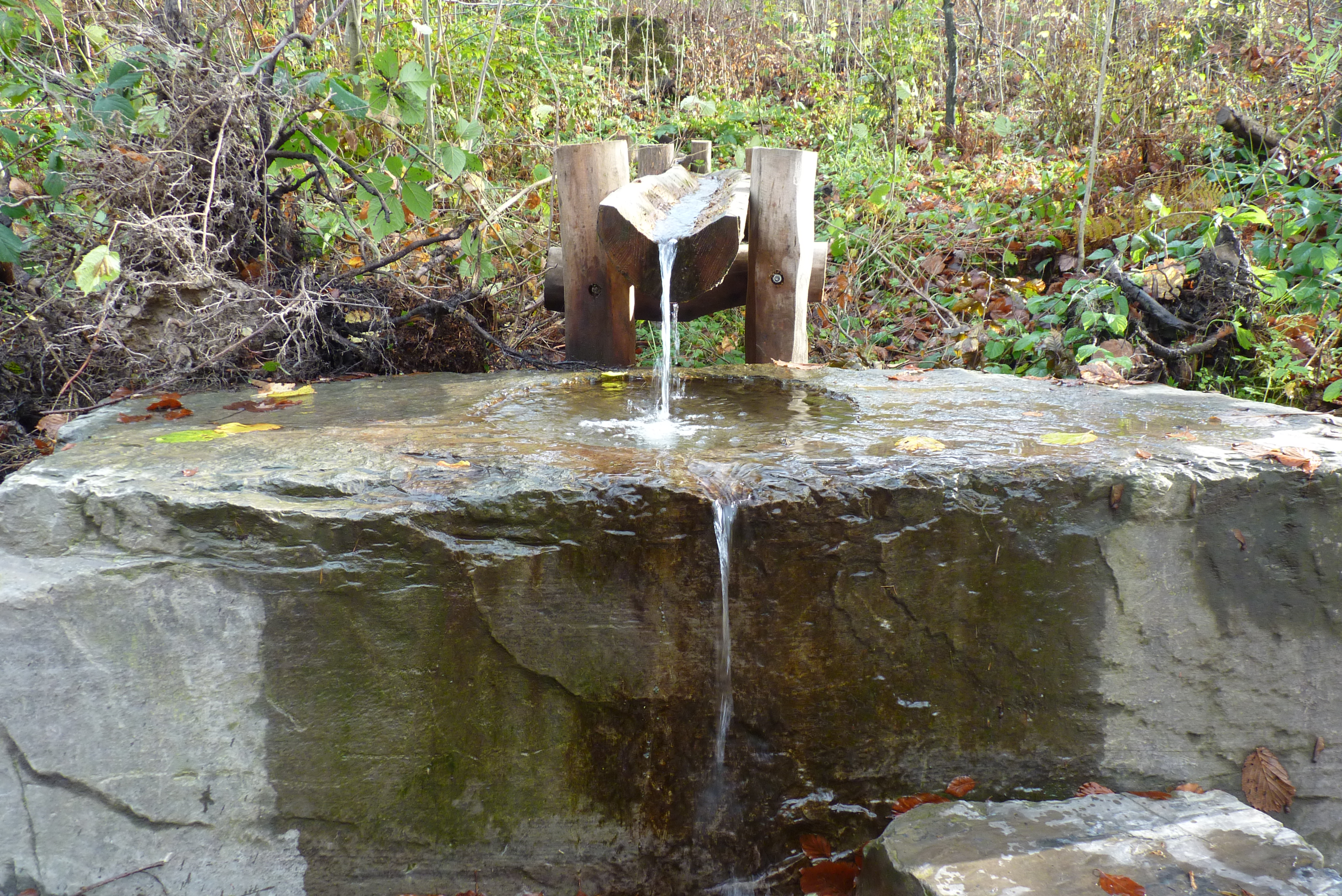
Wasserentnahmestelle: Steinquader mit Mulde an der Siegquelle (2013)

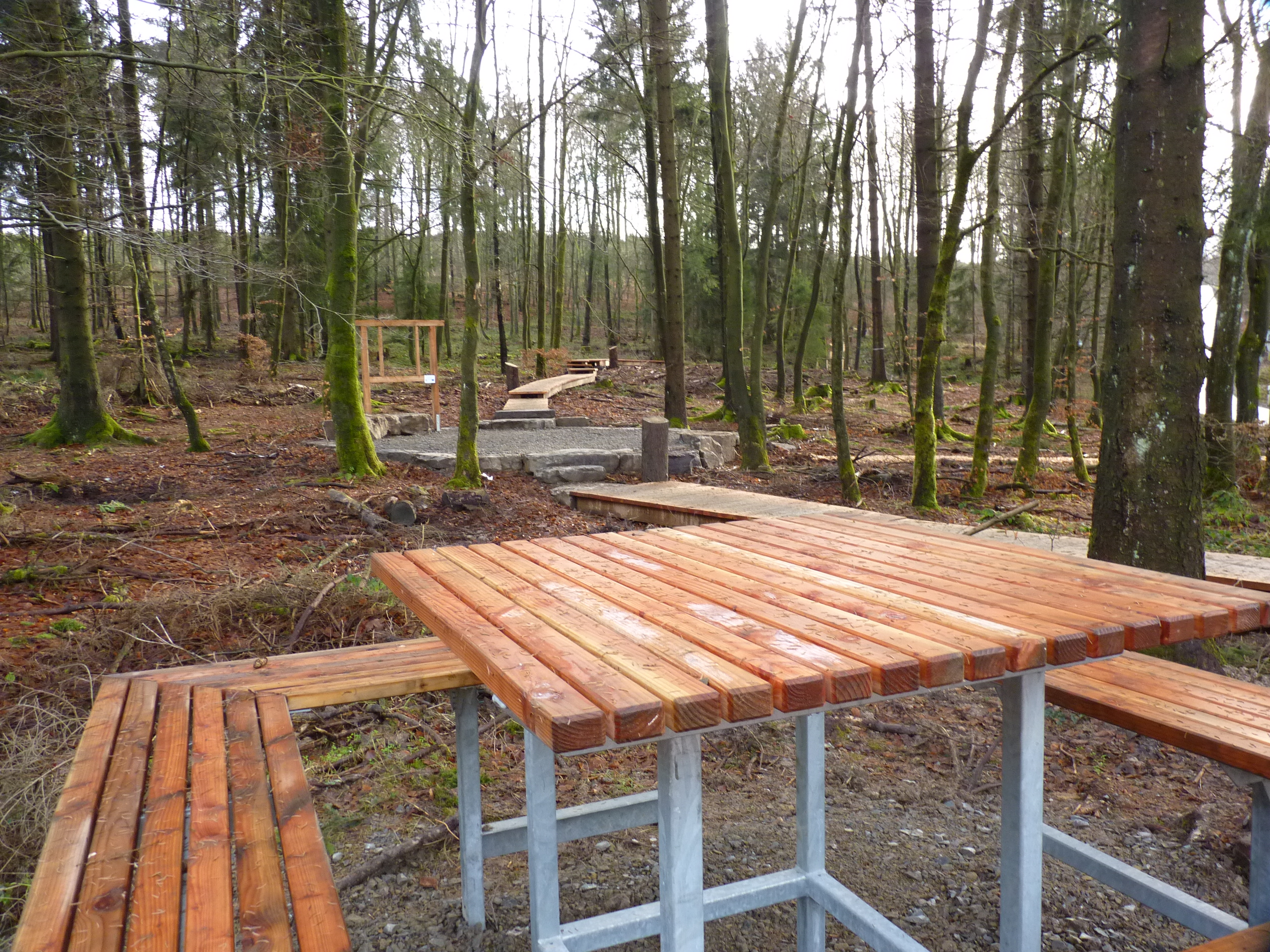
Vesperinsel am 2013 neu angelegten und durch das Siegquellgebiet führenden Rundweg (im Hintergrund)

Anfang 2013 wurde die Siegquelle im Rahmen des Projekts QuellenReich renaturiert. Die alte Einfassungsmauer – mit den Lettern Siegquelle und, etwas weiter rechts daneben befindlich, 603 m – aus Bruchsteinen wurde abgerissen. Etwas abseits von der renaturierten (Haupt)quelle leitet eine auf Holzpfählen gelagerte und nach oben offene Holzrinne Wasser aus einer kleineren Nebenquelle ab, das am Rinnenende in eine auf einem Steinquader befindliche Mulde fällt und danach durch die Sieg abfließt.
Weil die Quellbesucher nicht auf dem Waldboden in das Quellgebiet laufen sollen, wurde dort ein Holzbohlenweg angelegt. Außerdem wurde der Bachdurchlass unterhalb der Eisenstraße vergrößert und eine Anbindung an das Kerbbachtal geschaffen. Auch eine neue Treppe mit Natursteinstufen an der Böschung der Straße nach Großenbach wurde errichtet. Oberhalb eines kleinen Plateaus (etwa in der Mitte der Treppe) ist ein Baumstamm deponiert, in den die obig genannten Lettern aus der alten Einfassungsmauer eingelassen sind. Außerdem wurden im Gebiet um die Siegquelle wieder neue Bäume gepflanzt. Zudem soll der Wandererparkplatz Siegquelle teilweise gepflastert werden, um den Touristen einen angenehmen Besuch zu ermöglichen. Eine Verbindung des neuen Weges mit dem Walderlebnispfad Siegquelle wurde auch umgesetzt.
Die offizielle Einweihungsfeier der „neuen“ Siegquelle fand am 10. Mai 2014 statt.

### Lehrpfade

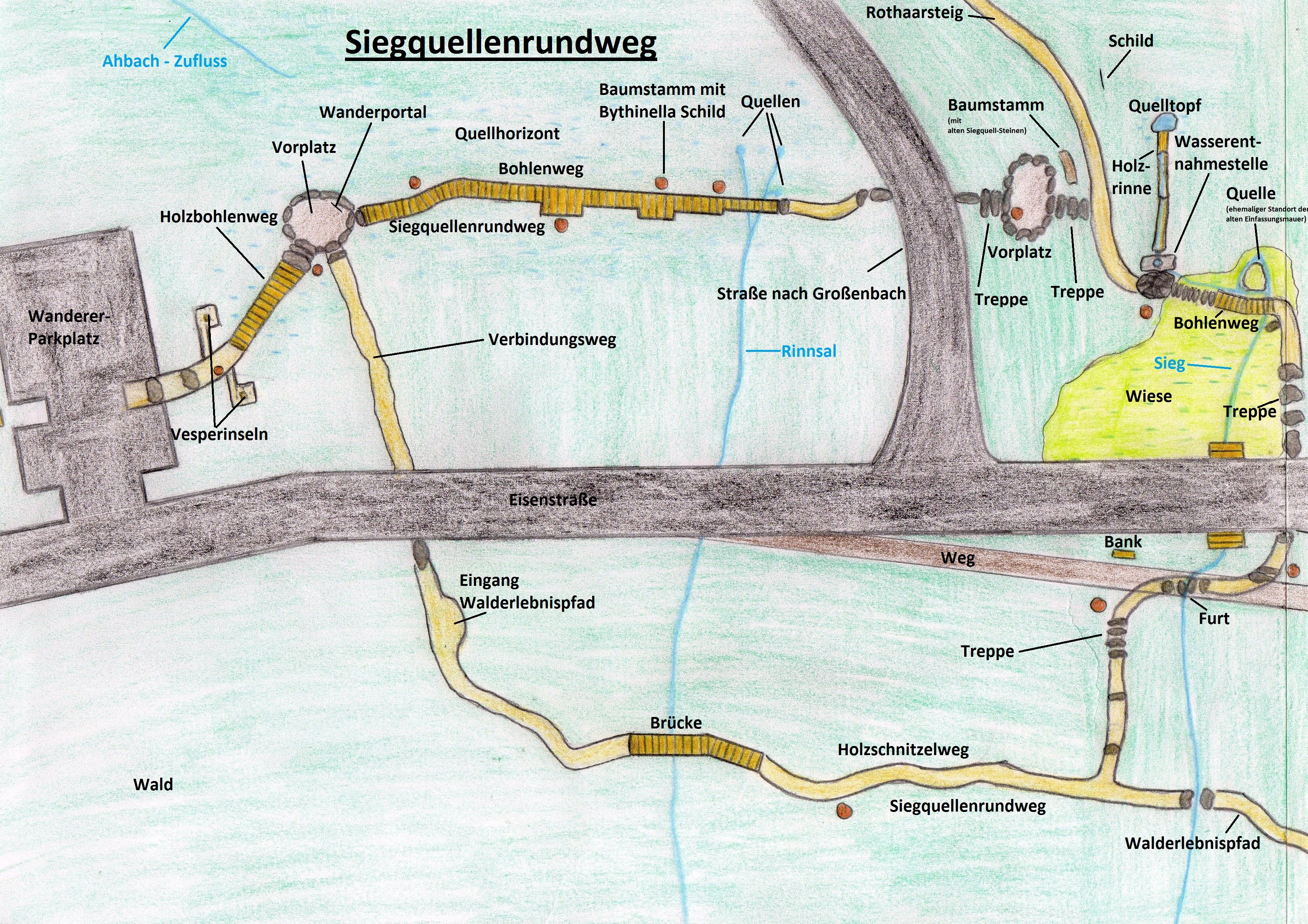
Karte des Siegquellenrundwegs im Quellgebiet der Sieg

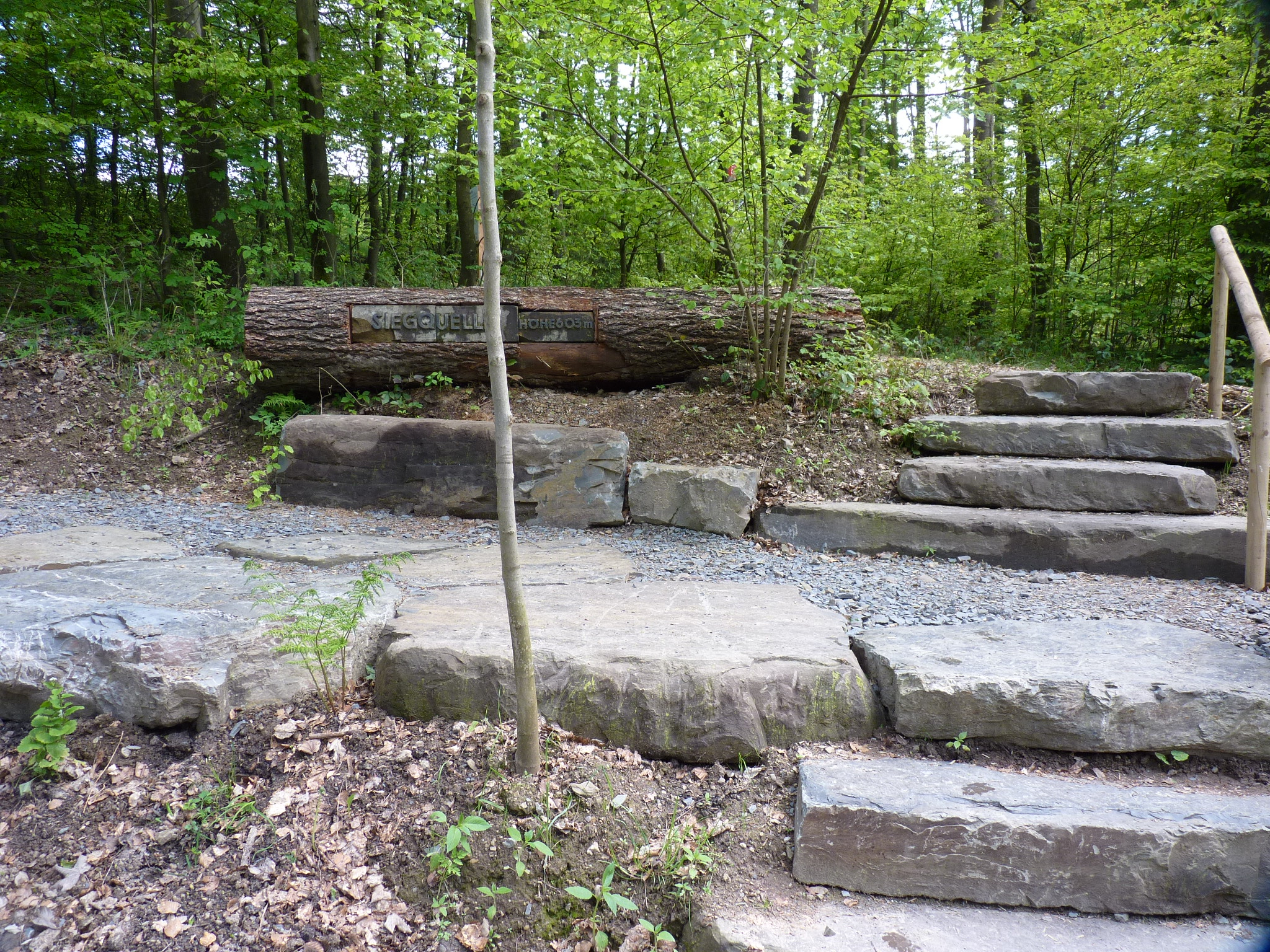
Treppe am Siegquellenrundweg, im Hintergrund Baumstamm mit eingelassenen Steinen der alten Einfassungsmauer der Siegquelle

#### Siegquellenrundweg
Bis Ende 2013 wurden in der Region der Siegquelle neue Lehrpfade auf Holzbohlen angelegt. Auf seit Frühjahr 2014 entlang der Bohlenwege aufgestellten Schildern erläutert das zeichnerisch dargestellte Maskottchen Bythinella, eine Quellschnecke, auf spielerische Art und Weise die Besonderheiten des Quellgebiets. Vom Wandererparkplatz Siegquelle führt ein solcher Weg durch ein kleines Waldstück und erreicht jenseits der Großenbacher Straße, nach mehreren Treppenstufen und einem kleinen Wegstück die (neue) Wasserentnahmestelle. Von dort verläuft der Weg durch das Hauptquellgebiet, und nachdem die Eisenstraße überquert worden ist, führt er ein Stück den Hang hinab. Schließlich trifft er auf den Walderlebnispfad. Diesem kann man in zwei Richtungen folgen. Geht man nach rechts, so kommt man auf diesem Teilstück des Walderlebnispfades (der dort zugleich ein Teilstück des Siegquellenrundweges ist) zurück zum Parkplatz. Der Siegquellenrundweg ist ca. 300 Meter lang.

#### Walderlebnispfad Siegquelle
Der Walderlebnispfad Siegquelle ist ein mit 1,5 km Länge größerer Rundpfad. Er beginnt an der Eisenstraße, gegenüber dem Wandererparkplatz Siegquelle. Von dort führt er in den Wald, und überquert wenig später einen kleinen Zufluss der Sieg. Kurz darauf wird die Sieg selbst überquert. Ein Stück weiter folgt eine Klangstation, bei der man mit Klanghölzern die Klänge verschiedener Baumarten ausprobieren kann. Daran schließt sich der Dschungelpfad an, ein schmaler Pfad, der zwischen jungen Buchen hindurchführt. Danach folgt die Station Grünes Klassenzimmer, dort sind mehrere Bänke, und eine weitere Sitzgelegenheit auf einem Baumstumpf vorhanden. Von dort geht man weiter, grob in Richtung Osten, und überquert nach kurzer Zeit über einen Baumstamm einen kleinen Bach. Etwas weiter wird über ein Brett ein weiterer Bach überquert. An der nächsten Station steht ein Fernrohr aus Metall (ohne Linsen), mit dem man die Tiere des Waldes suchen kann. Danach führt der Pfad ein Stück steil bergan. Oben angekommen, wendet er sich grob in Richtung Westen, und kommt nach kurzer Zeit an die Station Quellbrille, wo man Einblicke in den Lebensraum Quelle erhält. Etwas weiter folgt die Station Rindenfühler, bei der man verschiedene Rindenarten erfühlen kann und dann, ohne zu sehen welche es sind, erraten kann, welche Baumarten erfühlt wurden. Nachdem der Pfad eine Lichtung überquert hat, kann man eine kleine Aussichtsplattform besteigen. Danach führt er steil hinab in eine kleine Schlucht. Unten angekommen findet man sich am Steinbruch Siegquelle wieder. Von dort sind es noch wenige Meter durch den Wald zu gehen, bis man an die Siegquelle gelangt. Über den Siegquellenrundweg gelangt man zurück zum Parkplatz.

### Straßen und Wanderwege
Wenige Meter westlich der Siegquelle verläuft die Eisenstraße des Rothaargebirges (Landesstraße 722; Lützel–Lahnhof), die 170 Straßenmeter weiter nordwestlich auf 596,2 m Höhe die L 719 (Großenbach–Walpersdorf) kreuzt. Keine 100 m östlich der Kreuzung liegt ein Parkplatz. Direkt vorbei an der Quelle führt der Rothaarsteig. In Zukunft soll die Quelle auch an den Natursteig Sieg angebunden werden.

## Sage vom Riesen
Eine Sage, welche sich um die Siegquelle rankt, besagt, dass dort einst ein uralter Riese lebte. Dieser ernährte sich von den Gütern des Waldes und verschonte die umliegenden Dörfer, solange deren Bewohner ihn in Frieden ließen. Eines Tages jedoch brach eine große Dürre und Hungersnot aus. Nur aus der Quelle des Riesen sprudelte noch klares Wasser. Darum sollen die Bewohner der Dörfer zum Riesen gegangen sein und ihn um Essen und Wasser gebeten haben. Der Riese jedoch verwandelte jeden, der sein Waldschloss betrat in einen Baum, und keiner der Bewohner, die zum Riesen gegangen waren, wurde jemals wieder gesehen.

## Sonderbriefmarke
Im Rahmen des Stadtfestes zur 775-Jahr-Feier von Netphen wurde eine Sonderbriefmarke herausgebracht, welche die neue Wasserentnahmestelle der Siegquelle zeigt.